# Абу Мухаммад аль-Хамдани
Абу́ Муха́ммад аль-Ха́сан ибн А́хмад аль-Хамда́ни (араб. أبو محمد الحسن بن أحمد بن يعقوب الهمداني‎ ) (у академика Крачковского — аль-Хасан ибн Ахмед аль-Хамдани, Ибн аль-Хаик, Ибн абу ад-Думайн) (893, Сана — 945, там же) — арабский учёный-энциклопедист (астроном, географ, историк, правовед, филолог, химик) и поэт. Один из выдающихся представителей исламской культуры.
О его жизни сохранилось мало сведений: известно, что он жил на территории современного Йемена, был известен как учёный-филолог, написал множество стихотворений, составил астрономические таблицы, посвятил большую часть своей жизни исследованию древней истории и географии Аравийского полуострова и умер в тюрьме в городе Сана в 945 году.

## Факты из жизни
Происходил из южноаравийского племени Хамдан. Его семья входила в число коренных жителей Саны.
Большую часть жизни провёл в Аравии. Много путешествовал, посетив Мекку, Медину и Ирак. Позже жил в йеменских городах Райда и Саада.
Активное участие в политической жизни дважды приводило его к тюремному заточению, где, по преданию, он и умер.

## Научное наследие
Главными сочинениями аль-Хамдани стали исторический труд «Аль-Иклиль» («Венец») и географический труд «Сыфату-Джазират-иль-араб» («Описание Аравийского полуострова»). Оба труда носят энциклопедический характер.
«Аль-Иклиль» и другие его сочинения являются одним из основных источников информации об Аравии. Они содержат ценную антологию южноарабской поэзии, а также сведения по генеалогии, истории и топографии. Только четыре из десяти книг «Аль-Иклиль» дошли до нашего времени: книги I, II и X содержат генеалогию южноарабских племён, а книга VIII описывает древние крепости, возведённые химьяритами в Йемене. Из утраченных: книга III рассказывала о йеменских племенах, книги IV—VI — о доисламской истории Южной Аравии, книга VII содержала критику языческих обычаев, книга IX — химьяритские надписи.
«Сыфату-Джазират-иль-араб» основана на собственных наблюдениях автора. В нескольких случаях он заимствует сведения других географов. Помимо сугубо географической информации эта работа затрагивает вопросы сельского хозяйства и языкознания, содержит описания драгоценных камней и металлов. Местами «Сыфату-Джазират-иль-араб» перекликается с «Аль-Иклиль».